# Figura araldica
Figure è un termine utilizzato in araldica per designare tutti quei mobili che rappresentano, in forma descrittiva o anche solo simbolica e convenzionale, oggetti o esseri viventi facenti parte sia del mondo reale (figure naturali), sia quelli derivanti dall'ingegno e dal lavoro dell'uomo (figure artificiali) sia, infine, quelli derivanti dall'immaginazione o da credenze filosofiche o religiose (figure chimeriche).
Ne sono dunque escluse tutte le forme geometriche che si fanno, di norma, rientrare sotto la denominazione di pezze araldiche.